# Lista de prefeitos de Belém (Pará)
Esta é a lista de prefeitos da cidade de Belém, capital do estado brasileiro do Pará. Até 1891, não havia poder executivo municipal, cabendo então a chefia da municipalidade ao presidente do poder legislativo local.
O cargo de prefeito no Brasil, foi criado em 11 de abril de 1835, pela assembleia provincial paulista, em reação aos amplos poderes conferidos pelo Código de Processo Criminal de 1832 às câmaras municipais. Seguiram o exemplo paulista seis províncias do nordeste brasileiro (Alagoas, Ceará, Maranhão, Paraíba, Pernambuco e Sergipe).
Sob a vigente ordem constitucional, essa designação é dada ao funcionário público do Poder Executivo municipal, que exerce seu cargo em função de uma legislatura (mandato), sendo para tanto eleito a cada quatro anos, podendo ser reeleito por mais 4 anos (segundo mandato).
Funções
O poder executivo municipal chefia a administração e comanda os serviços públicos, tendo como comandante o prefeito.
A partir da constituição brasileira de 1934, o cargo de prefeito passou a ser o único, em todo o Brasil, ao qual estão atribuídas as funções de chefe do poder executivo do governo local, em simetria aos chefes dos executivos da União e do estado, portanto, em forma monocrática. Este texto quer dizer que deverá haver harmonia e integração de ação entre as esferas envolvidas sem a intervenção de uma na outra, exceto nos casos previstos na Constituição Federal.
Eleições
O prefeito é eleito por sufrágio universal, secreto, direto, em pleito simultâneo em todo o País, realizado a cada quatro anos, no primeiro domingo de outubro.
E trinta dias após tem lugar o segundo turno, se o eleito em primeiro lugar não atingir 50% dos votos válidos mais um voto, no caso de municípios com mais de duzentos mil eleitores.
Conforme a legislação eleitoral atual no Brasil para tornar-se elegível, exige-se uma série de requisitos;
- Possuir nacionalidade brasileira ou portuguesa (neste caso, o cidadão português deve se encontrar amparado pelo Estatuto de Igualdade entre Portugueses e Brasileiros),
- Título de eleitor em dia e estar em gozo pleno do exercício dos direitos políticos,
- Domicilio eleitoral na circunscrição na qual o candidato se apresenta,
- Filiação partidária,
- Ser alfabetizado (tópico invalidado pela atual constituição brasileira de 1988),
- Desincompatibilização de cargo público — Se ocupa um cargo público deve sair seis meses antes das eleições e voltar caso possa só após seis meses ao pleito eleitoral,
- Renúncia de outro mandado até seis meses antes do pleito e não ser parente afim ou consangüíneo, até segundo grau, ou cônjuge de titular de cargo eletivo; pode, entretanto, ser candidato à reeleição (artigo 14 da Constituição),
- Ter idade mínima de 21 anos.

## Títulos
- 29 de março de 1628 - 1.º de outubro de 1828 — Presidente do Senado da Câmara
- 1.º de outubro de 1828 - 5 de dezembro de 1889 — Presidente da Câmara Municipal
- 5 de dezembro de 1889 - 28 de outubro de 1891 — Presidente do Conselho Municipal
- 28 de outubro de 1891 - 11 de novembro de 1930 — Intendente Municipal
- 11 de novembro de 1930 - dias de hoje — Prefeito Municipal

## Período monárquico
| Nº | Nome                                     | Início do mandato       | Fim do mandato          | Observações                    |
| 1  | Ambrósio Henrique da Silva Pombo         | 29 de março de 1828     | 17 de julho de 1832     | Presidente da Câmara Municipal |
| 2  | Manoel Sebastião de Mello Marinho Falcão | 17 de julho de 1832     | 12 de fevereiro de 1834 | Presidente da Câmara Municipal |
| 3  | Antonio Manoel de Souza Trovão           | 12 de fevereiro de 1834 | 6 de dezembro de 1834   | Presidente da Câmara Municipal |
| 4  | João Antônio Correia Bulhão              | 6 de dezembro de 1834   | 7 de abril de 1836      | Presidente da Câmara Municipal |
| 5  | Francisco Marques d'Elvas Portugal       | 7 de abril de 1836      | 10 de dezembro de 1840  | Presidente da Câmara Municipal |
| 6  | Marcelino José Cardoso                   | 10 de dezembro de 1840  | 9 de maio de 1844       | Presidente da Câmara Municipal |
| 7  | Paulo Maria Perdigão                     | 9 de maio de 1844       | 13 de julho de 1848     | Presidente da Câmara Municipal |
| 8  | José da Gama Malcher                     | 13 de julho de 1848     | 5 de julho de 1868      | Presidente da Câmara Municipal |
| 9  | Camilo José do Vale Guimarães            | 5 de julho de 1868      | 19 de setembro de 1871  | Presidente da Câmara Municipal |
| 10 | João Lourenço Paes de Souza              | 19 de setembro de 1871  | 11 de julho de 1879     | Presidente da Câmara Municipal |
| 11 | José da Gama Malcher                     | 11 de julho de 1879     | 21 de agosto de 1882    | Presidente da Câmara Municipal |
| 12 | João Diogo Clemente Malcher              | 21 de agosto de 1882    | 24 de agosto de 1886    | Presidente da Câmara Municipal |
| 13 | Manuel de Melo Cardoso Barata            | 24 de agosto de 1886    | 5 de dezembro de 1889   | Presidente da Câmara Municipal |
| 14 | Artur Índio do Brasil e Silva            | 5 de dezembro de 1889   | 28 de outubro de 1891   | Presidente da Câmara Municipal |

## Período republicano
| Nº | Nome                                  | Imagem                 | Partido   | Início do mandato       | Fim do mandato                          | Observações                                                                |
| 1  | José Coelho da Gama, Barão de Marajó  |                        | PR        | 28 de outubro de 1891   | 28 de agosto de 1894                    | Primeiro Intendente eleito diretamente                                     |
| 2  | Antonio Joaquim da Silva Rosado       |                        | PR        | 28 de agosto de 1894    | 10 de julho de 1897                     | Intendente eleito                                                          |
| 3  | Antônio Lemos                         |                        | PR        | 10 de julho de 1897     | 1° de setembro de 1911                  | Intendente eleito                                                          |
| 4  | Henrique Sabino da Luz                |                        | PR        | 1° de setembro de 1911  | 31 de maio de 1912                      | Vice-presidente da Câmara Municipal                                        |
| 5  | Virgílio Martins Lopes Mendonça       |                        | PR        | 31 de maio de 1912      | 30 de janeiro de 1913                   | Intendente eleito                                                          |
| 6  | Dionísio Bentes                       |                        | PR        | 30 de janeiro de 1913   | 1° de janeiro de 1914                   | Vice-presidente da Câmara Municipal                                        |
| 7  | Antônio Martins Pinheiro              |                        | PR        | 1° de janeiro de 1914   | 1° de fevereiro de 1921                 | nomeado pelo governador em exercício Augusto Rangel de Borborema           |
| 8  | Antônio José Ó de Almeida             |                        | PR        | 1° de fevereiro de 1921 | 13 de outubro de 1921                   | Intendente nomeado pelo Governador Antônio Emiliano de Sousa Castro        |
| 9  | Cipriano José dos Santos              |                        | PR        | 13 de outubro de 1921   | 25 de janeiro de 1922                   | Intendente nomeado pelo Governador Antônio Emiliano de Sousa Castro        |
| 10 | Sabino Silva                          |                        | PR        | 25 de janeiro de 1922   | 5 de março de 1923                      | Intendente nomeado pelo Governador Antônio Emiliano de Sousa Castro        |
| 11 | José Olímpio Barroso Rebêllo          |                        | PR        | 5 de março de 1923      | 4 de janeiro de 1924                    | Intendente nomeado pelo Governador Antônio Emiliano de Sousa Castro        |
| 12 | Manoel Waldomiro Rodrigues dos Santos |                        | PR        | 4 de janeiro de 1924    | 19 de maio de 1926                      | Intendente nomeado pelo Governador Antônio Emiliano de Sousa Castro        |
| 13 | Antônio Crespo de Castro              |                        | PR        | 19 de maio de 1926      | 5 de novembro de 1928                   | Intendente nomeado pelo Governador Dionísio Bentes                         |
| 14 | José Maria Camisão                    |                        | PR        | 5 de novembro de 1928   | 1° de fevereiro de 1929                 | Intendente nomeado pelo Governador Dionísio Bentes                         |
| 15 | Antonio Faciola                       |                        | PR        | 1° de fevereiro de 1929 | 24 de outubro de 1930                   | Intendente nomeado pelo Governador Eurico de Freitas Vale                  |
| 16 | José Carneiro da Gama Malcher         |                        | AL        | 24 de outubro de 1930   | 10 de novembro de 1930                  | Prefeito nomeado pelo Interventor Junta governativa paraense de 1930       |
| 17 | Leandro Pinheiro                      |                        | AL        | 11 de novembro de 1930  | 11 de março de 1932                     | Prefeito nomeado pelo Interventor Magalhães Barata                         |
| 18 | Abelardo Condurú                      |                        | AL        | 11 de março de 1932     | 5 de setembro de 1933                   | Prefeito nomeado pelo Interventor Magalhães Barata                         |
| 19 | José Carneiro da Gama Malcher         |                        | AL        | 5 de setembro de 1933   | 16 de março de 1934                     | Prefeito nomeado pelo Interventor Magalhães Barata                         |
| 20 | Ildefonso Almeida                     |                        | AL        | 16 de março de 1934     | 13 de abril de 1935                     | Prefeito nomeado pelo Interventor Magalhães Barata                         |
| 21 | Ismael de Castro                      |                        | AL        | 13 de abril de 1935     | 4 de maio de 1935                       | Prefeito nomeado pelo Interventor Carneiro de Mendonça                     |
| 22 | Venerando de Freitas Borges           |                        | AL        | 4 de maio de 1935       | 29 de janeiro de 1936                   | Prefeito nomeado pelo Interventor Carneiro de Mendonça                     |
| 23 | Abelardo Condurú                      |                        | AL        | 29 de janeiro de 1936   | 25 de janeiro de 1943                   | Prefeito eleito pela Câmara Municipal                                      |
| 24 | Jerônimo Cavalcante                   |                        | PSD       | 25 de janeiro de 1943   | 20 de março de 1943                     | Prefeito nomeado pelo Interventor Magalhães Barata                         |
| 25 | Emauel Ó de Almeida Morais            |                        | PSD       | 20 de março de 1943     | 12 de dezembro de 1943                  | Prefeito nomeado pelo Interventor Magalhães Barata                         |
| 26 | Alberto Engelhard                     |                        | PSD       | 12 de dezembro de 1943  | 1.º de janeiro de 1945                  | Prefeito nomeado pelo Interventor Magalhães Barata                         |
| 27 | Augusto Serra                         |                        | PSD       | 1.º de janeiro de 1945  | 1.º de janeiro de 1946                  | Prefeito nomeado pelo Interventor Magalhães Barata                         |
| 28 | Euclides Cumaru                       |                        | PSD       | 1.º de janeiro de 1946  | 30 de junho de 1946                     | Prefeito nomeado pelo Interventor Manuel Maroja Neto                       |
| 29 | Manoel Figueiredo                     |                        | PTB       | 30 de junho de 1946     | 1.º de janeiro de 1947                  | Prefeito nomeado pelo Interventor Otávio Bastos Meira                      |
| 30 | Teivelindo Guapindaia                 |                        | PTB       | 1.º de janeiro de 1947  | 13 de abril de 1947                     | Prefeito nomeado pelo Interventor José Faustino dos Santos e Silva         |
| 31 | Estórgio Meira Lima                   |                        | PSD       | 13 de abril de 1947     | 1.º de janeiro de 1950                  | Prefeito nomeado pelo Governador Moura Carvalho                            |
| 32 | Waldir Bouhid                         |                        | PSD       | 1.º de janeiro de 1950  | 1° de janeiro de 1951                   | Prefeito nomeado pelo Governador Moura Carvalho                            |
| 33 | Rodolfo da Silva Santos Chermont      |                        | PSD       | 1° de janeiro de 1951   | 15 de novembro de 1951                  | Prefeito nomeado pelo Governador Waldir Bouhid                             |
| 34 | Lopo Alvares de Castro                |                        | PSP       | 15 de novembro de 1951  | 8 de abril de 1953                      | Prefeito nomeado pelo Governador Alexandre Zacarias de Assunção            |
| 35 | Celso Cunha da Gama Malcher           |                        | PSP       | 8 de abril de 1953      | 8 de abril de 1957                      | Primeiro prefeito eleito diretamente desde 1912                            |
| 36 | Lopo Alvares de Castro                |                        | PSP       | 8 de abril de 1957      | 8 de abril de 1961                      | Prefeito eleito                                                            |
| 37 | Luís Geolás de Moura Carvalho         |                        | PSD       | 8 de abril de 1961      | 16 de junho de 1964                     | Prefeito eleito em sufrágio universal                                      |
| 38 | Alacid Nunes                          |                        | UDN       | 16 de junho de 1964     | 30 de março de 1965                     | Prefeito eleito pela Câmara Municipal                                      |
| 39 | Osvaldo Sampaio Melo                  |                        | ARENA     | 30 de março de 1965     | 31 de janeiro de 1966                   |                                                                            |
| 40 | Stélio Maroja                         |                        | PSP/ARENA | 31 de janeiro de 1966   | 15 de março de 1970                     | Prefeito eleito em sufrágio universal                                      |
| 41 | Mauro Fernando Pilar Porto            |                        | ARENA     | 15 de março de 1970     | 23 de março de 1971                     | Prefeito nomeado pelo governador Alacid Nunes                              |
| 42 | Nélio Dacier Lobato                   |                        | ARENA     | 23 de março de 1971     | 7 de março de 1974                      | Prefeito nomeado pelo Governador Fernando Guilhon                          |
| 43 | Octávio Bandeira Cascaes              |                        | ARENA     | 7 de março de 1974      | 31 de março de 1975                     | Prefeito nomeado pelo Governador Fernando Guilhon                          |
| 44 | Ajáx Carvalho de Oliveira             |                        | ARENA     | 31 de março de 1975     | 12 de agosto de 1978                    | Prefeito nomeado pelo Governador Aloysio Chaves                            |
| 45 | Luiz Felipe Machado de Sant'Ana       |                        | ARENA     | 12 de agosto de 1978    | 3 de maio de 1980                       | Prefeito nomeado pelo Governador Clóvis Moraes Rêgo                        |
| 46 | Lorewal Rei de Magalhães              |                        | PDS       | 3 de maio de 1980       | 13 de abril de 1983                     | Prefeito nomeado pelo Governador Alacid Nunes                              |
| 47 | Sahid Xerfan                          |                        | PMDB      | 13 de abril de 1983     | 28 de julho de 1983                     | Prefeito nomeado pelo Governador Jader Barbalho                            |
| 48 | Almir Gabriel                         |                        | PMDB      | 28 de julho de 1983     | 1.º de janeiro de 1986                  | Prefeito nomeado pelo Governador Jader Barbalho                            |
| 49 | Coutinho Jorge                        |                        | PMDB      | 1.º de janeiro de 1986  | 1.º de janeiro de 1989                  | Primeiro prefeito eleito diretamente após a ditadura militar               |
| 50 | Sahid Xerfan                          |                        | PTB       | 1.º de janeiro de 1989  | 2 de abril de 1990                      | Prefeito eleito, renunciou ao cargo                                        |
| 51 | Augusto Rezende                       |                        | PDS       | 2 de abril de 1990      | 1.º de janeiro de 1993                  | Vice-prefeito eleito, assumiu o cargo de prefeito após renúncia do titular |
| 52 | Hélio Gueiros                         |                        | PFL       | 1.º de janeiro de 1993  | 1.º de janeiro de 1997                  | Prefeito eleito em sufrágio universal                                      |
| 53 | Edmilson Rodrigues                    |                        | PT        | 1.º de janeiro de 1997  | 1.º de janeiro de 2001                  | Prefeito eleito em sufrágio universal                                      |
| 53 | Edmilson Rodrigues                    | 1.º de janeiro de 2001 | PT        | 1.º de janeiro de 2005  | Prefeito reeleito em sufrágio universal |                                                                            |
| 54 | Duciomar Costa                        |                        | PTB       | 1.º de janeiro de 2005  | 1.º de janeiro de 2009                  | Prefeito eleito em sufrágio universal                                      |
| 54 | Duciomar Costa                        | 1.º de janeiro de 2009 | PTB       | 1.º de janeiro de 2013  | Prefeito reeleito em sufrágio universal |                                                                            |
| 55 | Zenaldo Coutinho                      |                        | PSDB      | 1.º de janeiro de 2013  | 1.º de janeiro de 2017                  | Prefeito eleito em sufrágio universal                                      |
| 55 | Zenaldo Coutinho                      | 1.º de janeiro de 2017 | PSDB      | 1.º de janeiro de 2021  | Prefeito reeleito em sufrágio universal |                                                                            |
| 56 | Edmilson Rodrigues                    |                        | PSOL      | 1.º de janeiro de 2021  | 1.º de janeiro de 2025                  | Prefeito eleito em sufrágio universal                                      |
| 57 | Igor Normando                         |                        | MDB       | 1.º de janeiro de 2025  | em exercício                            | Prefeito eleito em sufrágio universal                                      |

Legenda
| cor        | significado                                                                |
| verde      | mandatários eleitos por votação direta ou indireta (pela câmara municipal) |
| bege       | mandatários nomeados diretamente pelo poder executivo                      |
| azul-claro | Vice-prefeitos que assumiram o cargo de prefeito.                          |